# Hannah Holman
Hannah Holman (12 de mayo de 1991) es una modelo estadounidense. Ha aparecido en editoriales de i-D, V, W, Dazed & Confused, Interview, Allure, y en Vogue Japón, Reino Unido, Australia, Adolescente, Estados Unidos, Rusia, Italia y Francia y en las portadas de French Revue de Modes, D, y Elle Portugal.  Holman ha aparecido en campañas de Alexander Wang, Burberry, H&M, Iceberg, Jill Stuart, Marc Jacobs, Max Mara, Miu Miu, Chloe y Uniqlo. Ha desfilado para diseñadores como Alberta Ferretti, Antonio Marras,  Betty Jackson, Chanel, Christopher Kane, Prada,  Erdem, Fendi, Gaspard Yurkievich, Jaeger London, Jonathan Saunders, Karl Lagerfeld, Loewe, Louis Vuitton, Marc Jacobs, Marc by Marc Jacobs, Missoni, Miu Miu, Nina Ricci, Philosophy di Alberta Ferretti, Valentino, Hogan, Iceberg, John Rocha, Les Copains, Mary Katrantzou, Pringle of Scotland, Sonia Rykiel, Topshop Unique, y Vivienne Westwood Red Label.

## Primeros años
Hija de un ganadero y una profesora, creció en el pequeño pueblo de Leamington en Utah. Es la más joven de cuatro hijos. Es una experimentada jinete. Holman fue descubierta a la edad de 15 años en un centro comercial.

## Carrera
Ha aparecido en editorialea de i-D, V, W, Dazed & Confused, Interview Magazine, Allure, y Vogue.
En 2008, Holman apareció en la campaña de primavera 2008 de American Eagle. Su primera campaña fue para primavera/verano 2009 de Miu Miu, fotografiada por Mert and Marcus. En la temporada primavera/verano 2010, Holman fue el rostro de Marc by Marc Jacobs (fotografiada por Juergen Teller) y para T de Alexander Wang (fotografiada por Daniel Jackson), y apareció en campañas de Jill Stuart(fotografiada por Mario Sorrenti), Burberry Japón, See de Chloe (fotografiada por Mario Sorrenti) y Uniqlo (fotografiada por Ellen von Unwerth).
 Holman apareció en campañas de Ice Iceberg y Max Mara in en otoño/invierno 2010 . Para primavera/verano 2011, apareció en campañas para la fragancia de Marc Jacobs, Daisy Eau so Fresh fragrance, H&M, Marc Jacobs, Miu Miu, Holman apareció en la campaña otoño/invierno 2011 de Moschino Cheap y Chic. Para primavera/verano 2012, Holman apareció en la campaña de la fragancia de Marc Jacobs junto a Frida Gustavsson y Sophie Srej. Holman apareció en la campaña de Orla Kiely de primavera/verano 2013.